# Ilomantis ginsburgae
Ilomantis ginsburgae – gatunek owada z rzędu modliszek i rodziny Nanomantidae. Zamieszkuje południową część Madagaskaru.

## Systematyka
Holotyp stanowi okaz samicy schwytanej w 1967 roku na Madagaskarze. Jest przechowywany w Muzeum Historii Naturalnej w Paryżu (MNHN). Dr Sydney Brannoch z Case Western Reserve University i dr Gavin Svenson, kurator działu bezkręgowców w Cleveland Museum of Natural History (CMNH) i profesor Case Western Reserve University, przeprowadzili badania 30 modliszek ze zbiorów: Muzeum Historii Naturalnej w Paryżu, California Academy of Sciences (CAS) i Cleveland Museum of Natural History. W badaniach zastosowali nowatorską metodę identyfikacji gatunkowej owadów, opartej na badaniu żeńskich narządów płciowych zamiast tradycyjnego wykorzystania męskich genitaliów podczas tej klasyfikacji. W wyniku badań porównawczych wyłonili nowy gatunek, któremu nadali nazwę naukową Ilomantis ginsburgae. W maju 2016 roku opublikowali wyniki badań na łamach czasopisma „Insect Systematics & Evolution”.
Epitet gatunkowy ginsburgae jest eponimem mającym na celu upamiętnienie amerykańskiej prawniczki Ruth Bader Ginsburg, sędzi Sądu Najwyższego Stanów Zjednoczonych, jako dowód uznania za jej nieustanną walkę o równość płci. Autorzy wskazali także na skojarzenie, jakie niesie morfologia płytki zaszyjnej (ang. postcervical plate) owada, która przypomina żabot charakterystyczny dla stroju sędziów Sądu Najwyższego USA. 

## Morfologia
Ilomantis ginsburgae jest zbliżony wyglądem do innych modliszek zamieszkujących liście drzew. Jego spłaszczone ciało jest wybarwione na kolor zielony, oczy mają kształt stożkowaty, a szerokie skrzydła są użyłkowane w sposób odwzorowujący strukturę liści.
Charakterystycznymi cechami budowy zewnętrznej, pozwalającymi na odróżnienie od pokrewnego I. thalassina, są: poprzeczna, rozwidlona pośrodku bruzda w niższej części czoła, nieprzekraczająca jego przedniej krawędzi, skleryty wewnątrzszyjne, episternit obramowujący płytkę zaszyjną i część błony tułowiowej oraz środkowy kil na przedpleczu, ciągnący się od środkowej części prozony do tylnej krawędzi metazony. Narządy rozrodcze samców odznaczają się m.in. małym wyrostkiem dystalnym, przylegającym do płatka prawoskrętnego, oraz zesklerotyzowanym wyrostkiem brzusznym o lekko łukowatym przednim brzegu i zakrzywionym brzegu tylnym. Genitalia samic cechują redukcja środkowego wyrostka (ang. medial outgrowth) ósmej gonapofizy i zbieżne przedziałki wierzchołkowe na płytkowatym wyrostku gonokoksytu drugiej pary (ang. gonoplac).
| Cecha                       | Wymiar         | Wymiar         |
| Cecha                       | Samice         | Samce          |
| --------------------------- | -------------- | -------------- |
| długość ciała               | 19,99–21,61 mm | 19,34–20,44 mm |
| długość przedniego skrzydła | 14,48–15,48 mm | 14,24–15,37 mm |
| długość tylnego skrzydła    | 14,64–15,95 mm | 14,85–16,18 mm |
| szerokość głowy             | 3,75–4,22 mm   | 3,44–3,6 mm    |

## Rozmieszczenie geograficzne
I. ginsburgae zamieszkują południową część Madagaskaru.